# Plessis-Saint-Benoist
Plessis-Saint-Benoist je obec v jihozápadní části metropolitní oblasti Paříže ve Francii v departmentu Essonne a regionu Île-de-France. Od centra Paříže je vzdálena 52 km.

## Geografie
Sousední obce: Richarville, Boutervilliers, Authon-la-Plaine, Chalo-Saint-Mars, Saint-Escobille a Mérobert.

## Vývoj počtu obyvatel
Počet obyvatel